# Darren Clarke (Snookerspieler)
Darren Clarke (* 17. April 1970) ist ein ehemaliger englischer Snookerspieler, der zwischen 1991 und 2003 für insgesamt elf Saisons Profispieler war. In dieser Zeit erreichte er insgesamt neunmal eine Runde der letzten 32 und Rang 84 der Snookerweltrangliste.

## Karriere
Ab Mitte der 1980er-Jahre nahm Clarke an diversen britischen Amateurturnieren teil. So wurde er 1986 britische Vize-Meister der U16-Jugend. 1989 erreichte er das Achtelfinale der Amateurweltmeisterschaft. Zusätzlich versuchte er auch bei Qualifikationsturnieren sein Glück, verfehlte aber sein Ziel stets, einige Male recht knapp. Mit der Öffnung der Profitour 1991 wurde Clark dann doch noch Profispieler. Während der nächsten Jahre schied er aber häufig in der Qualifikation aus. Vereinzelte Hauptrundenteilnahmen sicherten ihm über Saisons hinweg einen Platz in den Top 100, doch über Rang 84 kam er nie hinaus. Aufmerksamkeit bekam Clarke bei den Scottish Open 1999, als er positiv auf Marihuana getestet wurde. Clarke gab vor einem Ausschuss des Weltverbandes den Drogenkonsum zu und wurde vom Turnier nachträglich disqualifiziert.
Nachdem er 1997 bei der WPBSA Qualifying School seinen Profistatus noch hatte verteidigen können, reichten seine Ergebnisse Mitte 2001 nicht mehr für eine direkte Qualifikation aus, wodurch er seinen Profistatus verlor. Das nächste Jahr verbrachte er auf der Challenge Tour, ehe er sich nach nur einem Jahr wiederqualifizieren konnte. Der neuerliche Anlauf war aber erfolglos, und nach nur einer Spielzeit wurde er wieder zurückgestuft. Nach zwei weiteren Jahren auf der Challenge Tour hing Clarke seine Snooker-Karriere an den Nagel.

## Erfolge
| Ausgang       | Jahr | Turnier                           | Finalgegner   | Ergebnis |
| ------------- | ---- | --------------------------------- | ------------- | -------- |
| Profiturniere |      |                                   |               |          |
| Sieger        | 1997 | WPBSA Qualifying School – Event 3 | Darryn Walker | 5:2      |